# ビットレート
ビットレート（英: bit rate, bitrate）は、電気通信やコンピューティングにおいて、単位時間あたりに転送または処理されるビット数である。変数R として表される。ビット速度とも呼ばれる。
ビットレートには、通常ビット毎秒(bit/s)の単位が用いられ、キロ、メガ、ギガ、テラなどのSI接頭語と組み合わせて使用される。非公式な略称"bps"が"bit/s"の代わりに使われることが多く、例えば「1 Mbps」は100万ビット毎秒を意味する。
1バイト毎秒(1 B/s)は8ビット毎秒に相当する。

## 接頭辞
大きなビットレートを表す場合、SI接頭語が使用される。
| 1,000 bit/s         | rate = 1 kbit/s（1キロビット毎秒、1000ビット毎秒）  |
| 1,000,000 bit/s     | rate = 1 Mbit/s（1メガビット毎秒、100万ビット毎秒） |
| 1,000,000,000 bit/s | rate = 1 Gbit/s（1ギガビット毎秒、10億ビット毎秒）  |

二進接頭辞が使用されることもある。国際規格(IEC 80000-13)では、SI接頭語と二進接頭辞で異なる略語を指定している（例えば、1 KiB/s = 1024 B/s = 8192 bit/s、1 MiB/s = 1024 KiB/s）。なお、正しい用法ではないが、SI接頭語を、それに近い二進接頭辞の値の意味で使用することが広く行われている。二進接頭辞を参照。

## データ通信において

### 総ビット速度
デジタル通信システムにおいて、物理層の総ビット速度（英: gross bitrate）とは、有用なデータおよびプロトコルオーバヘッドを含む、通信連結上の物理的に転送された毎秒のビットの総数である。変数Rb またはfb で表される。生データ速度（英: raw bitrate）、データ信号速度（英: data signaling rate）、総データ転送速度（英: gross data transfer rate）、未符号化伝送速度（英: uncoded transmission rate）とも言う。
シリアル通信の場合、総ビット速度Rbはビット伝送時間Tbと以下の関係がある。
Rb = 1/Tb
総ビット速度は、ボー(baud)や符号毎秒(sps)で表される符号伝送速度に関連する。しかし、総ビット速度とボーの値は、符号当たり2つの水準（0と1で表われさる）しかない場合にのみ等しくなる。これは、データ伝送機構の各符号が正確に1ビットのデータを運ぶことを意味する。モデムやLAN機器で使用される現代の変調機構ではそうなっていない。
ほとんどの伝送路符号と変調方式では、符号伝送速度より総ビット速度の方が速い。より具体的には、2N個の異なる電位でパルス振幅変調を使用してデータを表す伝送路符号（基底帯域送信方式）は、1パルスあたりNビットを転送することができる。2N個の異なる符号、例えば2N個の振幅、位相、周波数を使用するデジタル変調方法（通過帯域送信方式）は、1符号あたりNビットを転送することができる。すなわち、
総ビット速度 = 符号伝送速度 × N
である。
例外として、マンチェスタ符号やゼロ復帰符号(RTZ)などの自己同期伝送路符号がある。各ビットは2つのパルス（信号状態）で表され、次のようになる。
総ビット速度 = 符号伝送速度/2
特定のスペクトル帯域幅（ヘルツ単位）に対するボー、符号毎秒、パルス毎秒の符号伝送速度の理論上の上限は、ナイキストの法則によって与えられる。
符号伝送速度 ≤ ナイキスト速度 = 2 × 帯域幅
実際には、この上限は、伝送路符号方式およびいわゆる残留側帯波デジタル変調を使用したときのみ近づけることができる。ASK、PSK、QAM、OFDMのような大部分の他のディジタルキャリア変調方式は、二重側帯波変調として特徴付けることができ、その結果、以下の関係が得られる。
符号伝送速度 ≤ 帯域幅
パラレル通信の場合、総ビット速度は
 log2 Mi/ Ti
となる。
ここで、nは並列通信路の数、Miはi番目の通信路における変調の符号または電位の数、Tiはi番目の通信路の符号持続時間（秒単位）である。

### 正味ビット速度
物理層の正味ビット速度（英: net bitrate）とは、物理層プロトコルのオーバーヘッド（時分割多重(TDM)、輪郭同期ビット、冗長前方誤り訂正(FEC)コード、イコライザートレーニングシンボルやその他の通信路符号）を除いた正味の伝送容量である。情報速度（英: information rate）、有用ビット速度（英: useful bit rate）、転送速度（英: payload rate）、正味データ転送速度（英: net data transfer rate）、符号化伝送速度（英: coded transmission rate）、実効データ速度（英: effective data rate）、デジタル通信通信路の導線の速度（非公式な用語）とも言う。誤り訂正符号は、特に、無線通信システム、広帯域モデム規格、および現代の銅線ベースの高速LANにおいて共通している。物理層正味ビット速度は、データリンク層と物理層との間のインターフェース内の基準点で測定されたデータ速度であり、結果的にデータリンク層以上の層のオーバーヘッドを含む。
モデムや無線システムでは、適応変調（データ速度、変調、エラーコーディング方式を信号品質に自動的に適合させること）が適用されることが多い。この場合において、山ビット速度・最大ビット速度（英: peak bitrate, maximam bitrate）という用語が、最も速く最も堅牢な伝送モードの正味ビット速度を表すのに用いられ、例えば、送信機と送信機との間の距離が非常に短い場合に使用される。オペレーティングシステムやネットワーク機器によっては、ネットワークアクセス技術や通信デバイスの接続速度（英: connection speed）を表示するものがあり、これは「現在の正味ビット速度」を意味する非公式な用語である。線路（ビット）速度（英: line rate）という用語は、教科書によって総ビット速度として定義されている場合と、正味ビット速度として定義されている場合がある。
総ビット速度と正味ビット速度との間の関係は、以下に従ってFEC符号率の影響を受ける。
正味ビット速度 ≤ 総ビット速度 × 符号率
順方向誤り訂正を含む技術の接続速度は、典型的には、上記の定義に従う物理層正味ビット速度を指す。
例えば、IEEE802.11a無線網の正味ビット速度（すなわち接続速度）は、6〜54 Mbit/sであり、総ビット速度は誤り訂正符号を含んで12〜72 Mbit/sである。
64+64+16 = 144 kbit/sのISDN基本インターフェース（B通信路2個 + D通信路1個）の正味ビット速度も、転送データ速度を参照し、D通信路の信号速度は16 kbit/sである。
100Base-TXイーサネットの物理層規格は、4B5B符号化を使用しているため、総ビット速度は125 Mbit/sでだが、正味ビット速度は100 Mbit/sである。この場合、総ビット速度は、NRZI伝送路符号を使用しているため、125メガボーの符号伝送速度（計数率）に等しい。
順方向誤り訂正などの物理層プロトコルのオーバーヘッドのない通信技術では、総ビット速度と正味ビット速度との間に区別はない。 例えば、10Base-Tイーサネットの総ビット速度と正味ビット速度はどちらも10 Mbit/sである。マンチェスター符号を使用しているため、各ビットは2つのパルスによって表され、その結果、20メガボーの計数率が得られる。
V.92音声帯域モデムの「接続速度」は、追加の誤り訂正符号がないため、通常、総ビット速度と同じである。下り56,000 bit/s、上りは48000 bit/sである。適応変調のため、接続確立フェーズ中に、より低いビット速度を選択することができる。信号対雑音比が悪い場合、低速だがより堅牢な変調方式が選択される。データ圧縮のため、実際のデータ伝送速度（実効伝送速度）はもっと高いかもしれない。
通信路容量（シャノン容量とも呼ばれる）は、特定の物理アナログノード間通信連結にビットエラーがない場合に可能な、前方誤り訂正符号を除いた最大正味ビット速度の理論上の上限である。
正味ビット速度 ≤ 通信路容量
通信路容量はヘルツ単位のアナログ帯域幅に比例する。この比例関係はハートレーの法則と呼ばれている。その結果、正味ビット速度は、ビット毎秒単位のデジタル帯域幅容量と呼ばれることがある。

### ネットワーク実効伝送速度
「実効伝送速度」という用語は、本質的に「デジタル帯域幅消費」と同じであるが、通常はデータリンク層上の基準点で測定される、論理的または物理的な通信連結またはネットワークノードを介したコンピュータネットワーク内の達成平均有効ビットレートを示す。これは、実効伝送速度がしばしばデータリンク層プロトコルオーバーヘッドを排除することを意味する。実効伝送速度は、問題の情報源からのトラフィック負荷だけでなく、同じネットワーク資源を共有する他の情報源からのトラフィック負荷の影響を受ける。

### 伝送成功率
伝送成功率（英: Goodput）とは、全てのプロトコルオーバーヘッド、データパケットの再送信や、その他の容量的あるいは時間的オーバーヘッドなどを取り除き、アプリケーション層レベルで達成された実効伝送速度を指す。伝送成功率は、アプリケーション層で必要とされるパケットあるいはデータ流の最初のビットから最後のビットまでが送受信される時間に関係する。
例えば、ファイル転送の場合、伝送成功率は達成されたファイル転送速度、すなわち転送するファイルサイズ÷転送時間である。
ファイル転送速度（ビット毎秒） ＝ 転送ファイルサイズ (バイト) ÷ 転送時間（秒） × 8
通常、伝送成功率は物理層やネットワーク層におけるビットレートよりも低く、その要因となる容量的または時間的要素には以下がある。
プロトコルオーバーヘッド
通常、トランスポート層、ネットワーク層、データリンク層プロトコルのオーバーヘッドは伝送成功率からは除外される。
トランスポート層フロー制御と輻輳回避
フロー/輻輳制御のアルゴリズム、例えばTCPスロースタートなどは、達成可能な最大実効伝送速度よりも低い伝送成功率を引き起こす。
- 輻輳したスイッチやルータで発生したパケット損失等によってトランスポート層再送要求 （ARQ）が起きそれにより損失等パケットの再送信が行われるが、実効伝送速度から除外される。

その他、下記の要素が伝送成功率に影響を及ぼしうる。
パケット処理遅延
パケットの処理に掛かる遅延時間。
* 一般的にスイッチよりもルータが大きい。アドレス変換やプロトコル処理（カプセル化など）が高度になるほど大きくなる。
* 各層で連続処理されるパケットの間で時間的なギャップ（隙間）がほぼ不可避的に生じる。これは帯域幅の高速化に伴い無視できない割合となる。
パケット伝送遅延
殆どのルータは蓄積回送（英: store and forward）方式を採用し、上の処理遅延の他、キューイング遅延を生じうる。
パケット伝搬遅延
エンド2地点間を結ぶネットワーク経路上の遅延は次の式で表される。
（ネットワーク経路上の全てのルータ/スイッチにおける処理遅延と伝送遅延の総和） + （ネットワーク経路上の全ての物理伝送路の距離を光速で割った伝搬遅延の総和）
ネットワーク機器またはプロトコルによってデータ圧縮が提供されない場合、特定の通信経路に対して次の関係がある。
伝送成功率 ≤ 実効伝送速度 ≤ 最大実効伝送速度 ≤ 正味ビット速度

### 進歩の傾向
以下は、提案された通信標準インタフェースおよびデバイスにおける物理層正味ビット速度の例である。

#### WANモデム
- 1972年: 音響カプラ 300 baud
- 1977年: 1200 baud モデム
- 1986年: ISDN 64 kbit/sの回線を2回線使用（総ビット速度 144 kbit/s）
- 1990年: V.32bisモデム: 2400 / 4800 / 9600 / 19200 bit/s
- 1994年: V.34モデム 28.8 kbit/s
- 1995年: V.90モデム 56 kbit/s（下り）、33.6 kbit/s（上り）
- 1999年: V.92モデム 56 kbit/s（下り）、48 kbit/s（上り）
- 1998年: ADSL (ITU G.992.1) 10 Mbit/s以下
- 2003年: ADSL2 (ITU G.992.3) 12 Mbit/s以下
- 2005年: ADSL2+ (ITU G.992.5) 26 Mbit/s以下
- 2005年: VDSL2 (ITU G.993.2) 200 Mbit/s以下
- 2014年: G.fast (ITU G.9701) 1000 Mbit/s以下

#### イーサネットLAN
- 1975年: 実験的 2.94 Mbit/s
- 1981年: 10 Mbit/s 10BASE5（同軸ケーブル）
- 1990年: 10 Mbit/s 10BASE-T（ツイストペアケーブル）
- 1995年: 100 Mbit/s 100メガビット・イーサネット
- 1999年: ギガビット・イーサネット
- 2003年: 10ギガビット・イーサネット
- 2010年: 100ギガビット・イーサネット

#### WiFi無線LAN
- 1997年: 802.11 2 Mbit/s
- 1999年: 802.11b 11 Mbit/s
- 1999年: 802.11a 54 Mbit/s
- 2003年: 802.11g 54 Mbit/s
- 2007年: 802.11n 600 Mbit/s
- 2012年: 802.11ac 約1000 Mbit/s

#### モバイルデータ通信
- 1G:
  - 1981年: NMT 1200 bit/s
- 2G:
  - 1991年: GSM CSD and D-AMPS 14.4 kbit/s
  - 2003年: GSM EDGE 296 kbit/s（下り）、118.4 kbit/s（上り）
- 3G:
  - 2001年: UMTS-FDD (WCDMA) 384 kbit/s
  - 2007年: UMTS HSDPA 14.4 Mbit/s
  - 2008年: UMTS HSPA 14.4 Mbit/s（下り）、5.76 Mbit/s（上り）
  - 2009年: HSPA+（MIMOなし） 28 Mbit/s（下り）(56 Mbit/s with 2×2 MIMO), 22 Mbit/s（上り）
  - 2010年: CDMA2000 EV-DO Rev. B 14.7 Mbit/s（下り）
  - 2011年: HSPA+ accelerated（MIMOあり） 42 Mbit/s（下り）
- Pre-4G:
  - 2007年: Mobile WiMAX (IEEE 802.16e) 144 Mbit/s（下り）、35 Mbit/s（上り）
  - 2009年: LTE 100 Mbit/s（下り）(360 Mbit/s with MIMO 2×2), 50 Mbit/s（上り）

より多くの例については、デバイス帯域幅の一覧、スペクトル効率#比較表、直交周波数分割多重方式#OFDMシステム比較テーブルを参照。

## マルチメディア
デジタル・マルチメディアにおいて、ビットレートは単位時間当たりに記録される情報の量を表す。ビットレートはいくつかの要因によって決まる。
- 元の素材は、異なる周波数でサンプリングすることができる。
- サンプルは異なるビット数を使用することがある。
- データは、異なるスキームによって符号化されてもよい。
- 情報は、異なるアルゴリズムまたは異なる程度でデジタル圧縮することができる。

一般に、ビットレートを最小限に抑えることと、再生時の素材の品質を最大限にすることとの間の所望のトレードオフを達成するために、上記の要因についての選択が行われる。
音声データや映像データで非可逆圧縮を使用すると、元の信号との差異が生まれる。圧縮率が高い場合、または損失のあるデータを解凍し再圧縮した場合、圧縮アーティファクトの形で顕著になることがある。これが知覚される品質に影響を及ぼすかどうかは、圧縮方式、エンコーダパワー、入力データの特性、聴取者の知覚、聴取者のアーティファクトに対する熟知度、聴取・視聴環境に依存する。
この節におけるビットレートは、利用可能な最高の圧縮を使用する場合に、一般的な聴取・視聴環境において「平均的な」聴取者が、参照基準よりも著しく悪くないと感じる最小限である。

## 符号化ビット速度
デジタル・マルチメディアでは、ビットレートは情報源符号化（データ圧縮）後の音声・映像などの連続したメディアを表すために、再生時間単位あたりに使用されるビット数を指すことがよくある。マルチメディアファイルの符号化ビット速度は、バイト単位のマルチメディアファイルのサイズを記録の再生時間（秒）で割った値に8を掛けたものである。
リアルタイムストリーミングメディアの場合、符号化ビット速度は割り込みを回避するために必要な伝送成功率である。
符号化ビット速度 = 必要な伝送成功率
平均ビット速度という用語は、可変ビットレートのマルチメディア情報源符号化方式の場合に使用される。この文脈では、山ビット速度は、圧縮データの短期ブロックに必要な最大ビット数である。
可逆圧縮の符号化ビット速度の理論上の下限は、エントロピーレートである。
エントロピーレート ≤ マルチメディアビット速度

### 音声

#### CD-DA
標準の音声CDであるCD-DAは、44.1 kHz/16のデータ速度を有すると言われている。これは、音声データが1秒間に44,100回標本化され、ビット深度が16であることを意味する。ステレオの場合、左右の通信路を使用するので、1秒あたりの音声データ量が、1通信路のみを使用するモノラルの2倍になる。
PCM音声データのビットレートは、次の式で計算できる。
ビットレート = 標本速度 × ビット深度 × 通信路
例えば、CD-DA記録のビットレート（標本化速度が44.1 kHz、1標本あたり16ビット、2通信路）は、以下のように計算することができる。
44,100 × 16 × 2 = 1411200 bit/s = 1411.2 kbit/s
PCM音声データの長さ（ファイルヘッダやその他のメタデータを除く）の累積サイズは、次の式を使用して計算できる。
累積サイズ（ビット単位） = 標本速度 × ビット深度 × 通信路 × 時間
バイト単位の累積サイズは、ビット単位のファイルサイズを8で割ることで求められる。
累積サイズ（バイト単位）= 累積サイズ（ビット単位）/8
従って、80分（4,800秒）のCD-DAデータには846,720,000バイトのストレージが必要となる。
44,100 × 16 × 2 × 4,800/8 = 846720000 bytes 〜 847 MB

#### MP3
MP3音声形式は、非可逆圧縮である。ビットレートの増加に伴い音声品質が向上する。
- 32 kbit/s –  一般的に話し声のみで許容される
- 96 kbit/s –  一般的に話し声や低品質のストリーミングに使用される
- 128 or 160 kbit/s –  中点値のビットレートの品質
- 192 kbit/s –  中程度のビットレート
- 256 kbit/s –  よく使用される高品質のビットレート
- 320 kbit/s –  MP3標準が対応している最高水準

#### その他の音声
- 700 bit/s –  オープンソースの音声符号器であるCodec 2（英語版）の最低ビットレートだが、ほとんど認識できない。1.2 kbit/sでよりよく聞こえる。
- 800 bit/s –  特殊目的のFS-1015（英語版）音声符号器[29]で、認識可能な音声に最低限必要なビットレート
- 2.15 kbit/s –  オープンソースのSpeex符号器で使用可能な最小ビットレート
- 6 kbit/s –  オープンソースのOpus符号器で使用可能な最小ビットレート
- 8 kbit/s –  音声符号器を使用した電話の品質
- 32–500 kbit/s –  Vorbisで使用される非可逆圧縮
- 256 kbit/s –  デジタルラジオ(DAB)のMP2で高品質の信号を得るために必要なビットレート[30]
- 400 kbit/s–1,411 kbit/s –  FLAC、WavPack、Monkey's AudioなどのCD音質を圧縮する形式で使用される可逆圧縮
- 1,411.2 kbit/s –  CD-DAの線形PCM音声形式
- 5,644.8 kbit/s –  DSD（Super Audio CDで使用されているPDM音声形式の商標実装）[31]
- 6.144 Mbit/s –  E-AC-3 (Dolby Digital Plus)（AC-3符号器に基づく拡張符号化機構）
- 9.6 Mbit/s –  DVD-Audio（DVDでHi-Fi音声を配信するためのデジタル形式）。DVD-Audioは、ビデオ配信形式ではなく、コンサート映画やミュージックビデオなどのビデオDVDと同じではない。これらのディスクは、DVD-Audioロゴのない標準のDVDプレーヤーでは再生できない[32]。
- 18 Mbit/s –  Meridian Lossless Packing(MLP)に基づく高度な可逆音声符号器

### 映像
- 16 kbit/s –  テレビ電話品質（様々な映像圧縮を使用して、利用者が受け入れ可能な、話し相手の画像に必要最小限のビットレート）
- 128–384 kbit/s –  映像圧縮を使用したビジネス向けのテレビ会議品質
- 400 kbit/s –  YouTube 240p 映像（H.264使用）[33]
- 750 kbit/s –  YouTube 360p 映像（H.264使用）[33]
- 1 Mbit/s –  YouTube 480p videos（H.264使用）[33]
- 1.15 Mbit/s max –  ビデオCD品質（MPEG1圧縮使用）[34]
- 2.5 Mbit/s –  YouTube 720p 映像（H.264使用）[33]
- 3.5 Mbit/s typ –  標準画質映像品質（MPEG-2圧縮からビットレート削減）
- 3.8 Mbit/s –  YouTube 720p（60 fpsモード） 映像（H.264使用）[33]
- 4.5 Mbit/s –  YouTube 1080p 映像（H.264使用）[33]
- 6.8 Mbit/s –  YouTube 1080p（60 fpsモード） 映像（H.264使用）[33]
- 9.8 Mbit/s max –  DVD（MPEG2圧縮を使用）[35]
- 8 to 15 Mbit/s typ –  HDTV品質（MPEG-4 AVC圧縮からビットレート削減）
- 19 Mbit/s approximate –  HDV 720p（MPEG2圧縮を使用）[36]
- 24 Mbit/s max –  AVCHD（MPEG4 AVC圧縮を使用）[37]
- 25 Mbit/s approximate –  HDV 1080i（MPEG2圧縮を使用）[36]
- 29.4 Mbit/s max –  HD DVD
- 40 Mbit/s max –  1080p Blu-ray Disc（MPEG2、MPEG4 AVCまたはVC-1圧縮を使用）[38]
- 250 Mbit/s max –  DCP（英語版）（JPEG 2000圧縮を使用）
- 1.4 Gbit/s –  10ビット 4:4:4（英語版）非圧縮 1080p at 24fps

### 注意
技術的理由（ハードウェアまたはソフトウェアプロトコル、オーバヘッド、符号化方式など）のため、比較対象デバイスのいくつかによって使用される実際のビットレートは、上に列挙されたビットレートよりもかなり高い場合がある。例えば、μ-lawアルゴリズムやA-lawアルゴリズムの圧縮（パルスコード変調）を使用する電話回線では、64 kbit/sが得られる。

## 脚註

### 註釈
1. ↑  
“net”とは、「正味」「実質的な」の意味で、（「総量」を意味する）“gross”の対義語である。“Network”（網）の略語の“net”ではない。

### 規格
- JIS X 0009:1997「情報処理用語（データ通信）」（日本産業標準調査会、経済産業省）
- JIS Z 8101-2:2015「統計－用語及び記号－第2部：統計の応用」（日本産業標準調査会、経済産業省）
- JIS Z 8462-1:2001「測定方法の検出能力－第1部：用語及び定義」（日本産業標準調査会、経済産業省）
- JIS C 61281-1:2010「光ファイバ通信サブシステム通則」（日本産業標準調査会、経済産業省）
- JIS X 0016:1997「情報処理用語（情報理論）」（日本産業標準調査会、経済産業省）
- JIS X 5213:2015「近距離通信用インタフェース及びプロトコル (NFCIP-1)－RFインタフェース試験方法」（日本産業標準調査会、経済産業省）
- JIS X 4350-3:2003「JPEG2000画像符号処理システム－第3部：モーションJPEG2000」（日本産業標準調査会、経済産業省）
- JIS X 0127:1988「計算機システム構成の図記号と用法」（日本産業標準調査会、経済産業省）